# Huelga general en Venezuela de 2018
La huelga general en Venezuela de 2018 fue una huelga general convocada para el martes, 21 de agosto de 2018, por los partidos políticos Causa R y Primero Justicia, contra el Plan de recuperación económica promovido por el gobierno socialista de Nicolás Maduro y aprobado en la Asamblea Nacional Constituyente el 19 de agosto de 2018 entrando en vigor el 21 de agosto de 2018, y contra el paquete de medidas económicas anunciado por el Gobierno de Venezuela.

## Justificación de la huelga
Para los partidos convocantes de la huelga, las autoridades monetarias nacionales (Banco Central de Venezuela) como el gobierno central han practicado una política que ha provocado una gran crisis. Son los responsables de la desregulación de los mercados financieros, primera causa de la crisis financiera, y de sus consecuencias —crisis económica, hiperinflación—, que han provocado altas cifras de desempleo.

### Crítica sindical a la reforma aprobada
Para los sindicatos la reforma solo aumenta la hiperinflación, acentúa la contracción económica y no sirve para crear empleo.

## Huelgas generales desde el inicio de la crisis

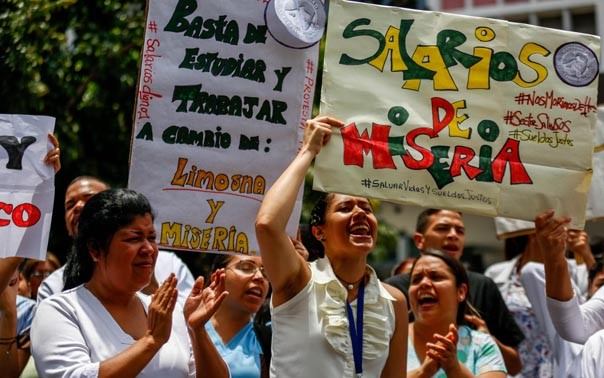
Huelga de trabajadores en julio de 2018.

A causa de la crisis financiera y la crisis económica de 2013-2018, se han producido recortes, dirigidos fundamentalmente contra los trabajadores; la respuesta sindical han sido manifestaciones y huelgas. Para algunos autores las manifestaciones y las huelgas obreras no son meras reacciones ante el desempleo, inflación y la recesión económica sino respuestas ante las drásticas propuestas -promovidas por el Banco Central de Venezuela y el gobierno- de modificación de las leyes y la estructura de funcionamiento de la sociedad venezolana que afectarán a las próximas generaciones.